# Carlo Guerrieri Gonzaga

Stemma dei Guerrieri Gonzaga

Carlo Guerrieri Gonzaga (Mantova, 21 novembre 1827 – Palidano, 10 aprile 1913) è stato un politico e militare italiano, senatore del Regno.

## Biografia
Era figlio del nobile Luigi Guerrieri Gonzaga e della marchesa Maria Rasponi e fratello di Anselmo Guerrieri Gonzaga.

## Discendenza
Carlo sposò nel 1866 Emma Julia Hohenemser pedagoga tedesca, dalla quale ebbe tre figli:
- Luigi
- Maria
- Sofia